# Kostel svatého Bartoloměje (Rakovník)
Farní kostel svatého Bartoloměje (někdy dle místního zvyku uváděn jako chrám či děkanský chrám svatého Bartoloměje), je dominantou rakovnického Husova náměstí, kde spolu se zvonicí, která stojí v jeho bezprostřední blízkosti, tvoří jeho východní zakončení. Kostel je spolu se zmiňovanou zvonicí zapsán jako nemovitá kulturní památka.

## Historie

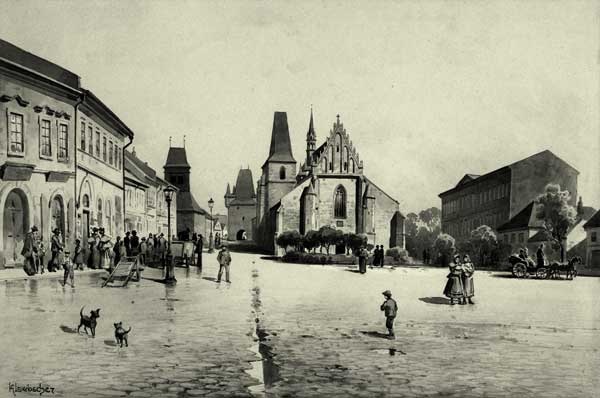
Akvarel náměstí s kostelem od Karla Liebschera (1900)

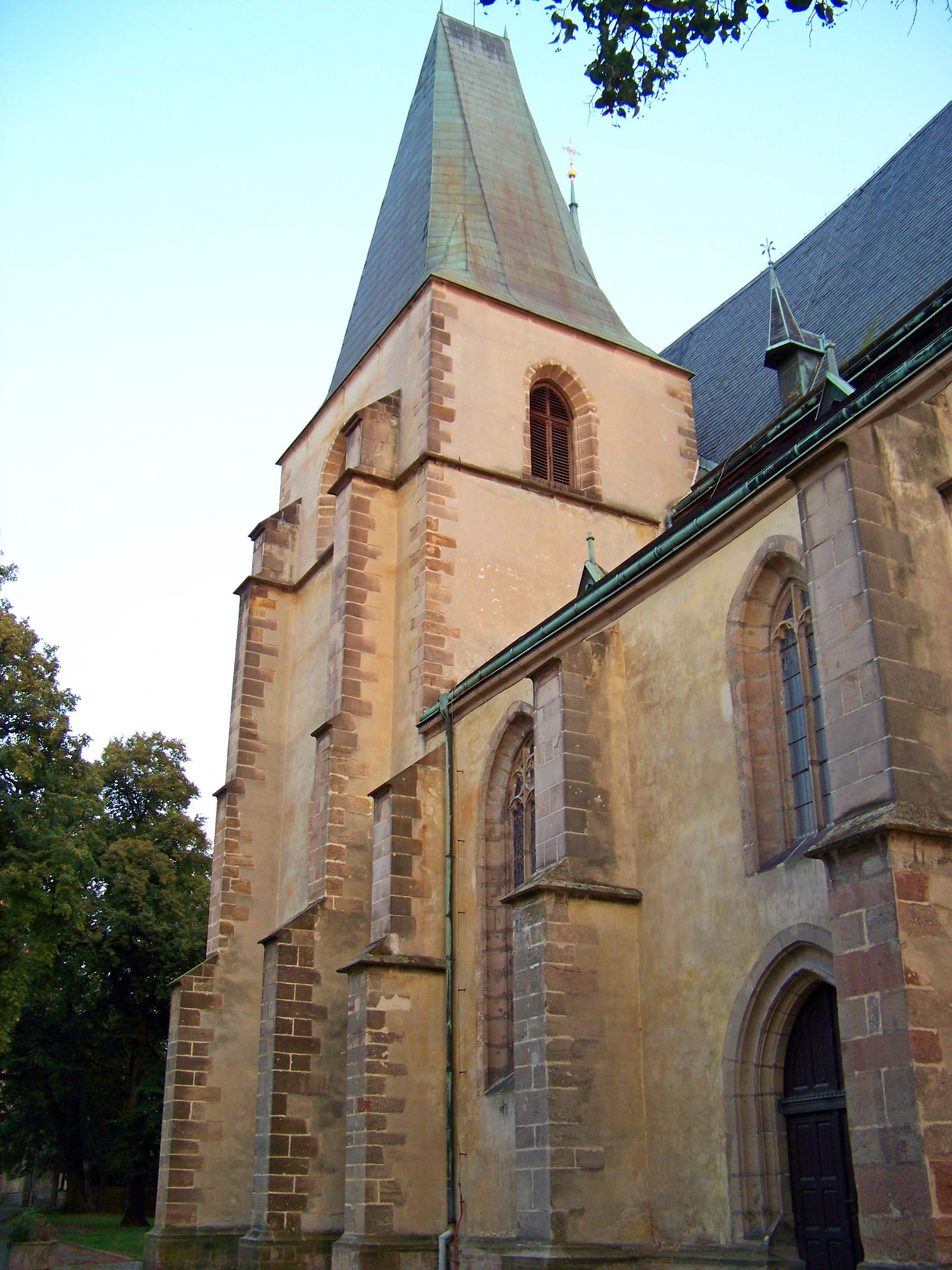
Věž kostela

Současný gotický chrám stojí na místě původní románské svatyně, zasvěcené svatému Mikuláši. Kostel (doslova castellum) byl z rozkazu Vladislava I. roku 1119 obehnán obranou zdí, valy a příkopy, což mělo umožňovat zdejším obyvatelům případnou obranu. Vznikla tak i první písemná zmínka o sakrální stavbě na místě dnešního kostela svatého Bartoloměje. Před rokem 1349 tato svatyně vyhořela.
Na jejím místě byl postaven, za podpory Karla IV., který odpustil roku 1367 na obnovu kostela dva díly papežských desátků, nový chrám. Při stavbě nového kostela bylo opět uvažováno o jeho začlenění do opevnění. V té době měla stavba, dle dochovaných fragmentů ve zdivu a jeho uspořádání, patrně dvě věže. Roku 1384 byl kostel, zasvěcený svatému Bartoloměji, povýšen na děkanský (některé zdroje však uvádějí, že k povýšení však patrně došlo až roku 1407 majestátem Václava IV. na žádost arcibiskupa Zbyňka). Právě kolem roku 1407, kdy je kostel zmiňován Václavem IV. v majestátu jako „matka okolních kostelů“, byl již plně dostavěn a vyzdoben, o čemž svědčí i postavení tří nových oltářů (sv. Doroty, Panny Marie Vítězné a sv. Kříže a 10 000 mučedníků).
V roce 1422 kostel opět vyhořel. V následujících letech patrně sloužil spíše opevňovacím účelům, a tak k obnově chrámu došlo nejspíše až ve 2. polovině 15. století. Využito bylo původních základů, částečně i zdiva. Zachováno zůstalo presbyterium i dnešní sakristie, dříve kaple Panny Marie Vítězné. K obnově věží v průčelí již však z finančních důvodů nedošlo.
K úplné dostavbě a vyzdobení chrámu však z finančních důvodů došlo patrně až za vlády krále Vladislava II. Z doby této přestavby pochází i stavební zvláštnost chrámu, a to, že se osa presbyteria v západovýchodním směru mírně odchyluje k severu oproti ose lodi. F. Levý v tom nespatřuje vliv stavebních okolností, nýbrž záměr typický pro chrámy ze 14. a 15. století. Obnovy doznal i inventář kostela. Roku 1496 byla zakoupena vyřezávaná a zlacená zavírací archa s ústředním obrazem sv. Bartoloměje, z níž se dochovala křídla zavěšená na stěnách presbyteria. Roku 1499 byla pořízena gotická cínová křtitelnice a roku 1503 byla Matějem Rejskem vybudována unikátní kazatelna z jednoho kusu pískovce ve tvaru kalichu o výšce 1,74 metru. Umístěna byla vlevo u druhého pilíře chrámové lodi na 1,5 metrů vysoký zdobený sloup. Také v dalších letech byly pořizovány další prvky interiéru a vybavení, jako například obřadní kalich a monstrance (1517), oltář bratrský (1518), oltář sv. Josefa či oltář sv. Václava. Rovněž byl upraven hlavní vchod na západní straně kostela a nad něj roku 1514 umístěn znak města. V roce 1522 byl tesařem Datlem zhotoven sanktusník, který byl završen makovicí v roce 1585. Roku 1527 byla postavena nová zeď kolem hřbitova přiléhajícímu z jihu ke kostelu. Odtud byl roku 1535 vybudován přímý vchod do lodi kostela. V roce 1549 byla vpravo od portálu vybudována skrýš na kostelní i městské cennosti.
V době třicetileté války, v letech 1634 a 1639, bylo město včetně kostela, ukrývajícího městské i kostelní cennosti, zcela vydrancováno. Vzhledem k finančnímu vyčerpání města byla poválečná obnova velmi pozvolná. Nejprve byl opraven most přes příkop na hřbitov a do chrámu (1646) a až roku 1679 bylo započato se stavební obnovou jak chrámu, tak kostelní zdi. Kolem roku 1690 byla po levé straně portálu chrámu přistavěna kaple za mrtvé. Zajímavostí je, že roku 1693 udeřil do chrámu blesk, který jednak poškodil střechu a potom zcela zničil městskou korouhev. V roce 1699 byla po pravé straně lodi kostela vybudována kaple Bolestné rodičky Boží a pořízeny dvě mramorové kropenky.
Roku 1694 bylo objednán u truhláře Faita Herly nový rokokový oltář, který byl zhotoven v následujícím roce. Ústřední oltářní obraz s motivem sv. Bartoloměje vymaloval roku 1695 Samuel Torrer. Oltář byl zdoben i řadou soch světců v životní velikosti. Nástavec oltáře tvořil obraz s motivem sv. Michala a sochami sv. Leopolda a sv. Floriana. Mimo hlavního oltáře byly postupně pořízeny i další oltáře po obou stranách chrámu. V roce 1727 byla nad vchod do chrámu při západní průčelní stěně přistavěna nová kruchta. Dosavadní kruchta nad kaplí, která byla patrně touto dobou změněna na sakristii a byly v její stěně prolomeny roku 1753 vstupní dveře, sloužila nyní jako oratoř. Nad kazatelnu byla v roce 1752 pořízena rokoková stříška. Rovněž byla pro kostel pořízena řada obrazů a bohoslužebného inventáře, jako např. gotická pozlacená stříbrná monstrance, zlacený krucifix z benátského skla zdobený českými granáty a další.

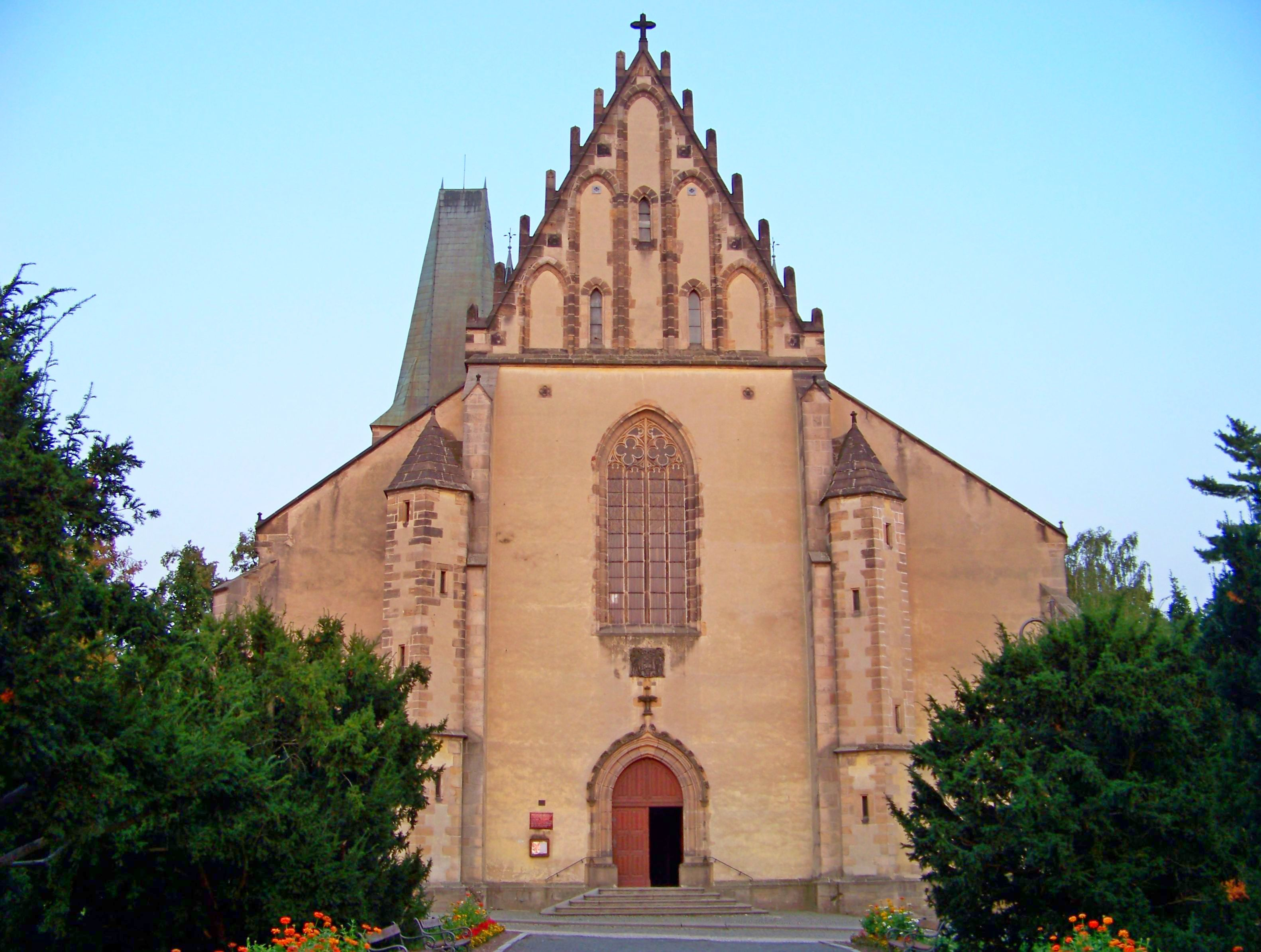
Průčelí kostela

Opevnění, které vytvářelo tzv. Zákostelí, kam kromě kostela a jeho zvonice patřila i Pražská brána, původní fara (dnes budova muzea), rychta a škola, bylo postupně odstraněno v letech 1802 až 1845. Klenutý most ke kostelu i východní dřevěný můstek byly strženy a příkopy byly zasypány. Stará jednopatrová škola, která stála před průčelím chrámu, byla zbořena až roku 1886, když dne 1. srpna 1885 bylo z rozhodnutí městské rady přistoupeno k regotizaci kostela dle plánů Josefa Mockera. Stavebními pracemi byl pověřen místní stavitel František Donda. Důkladné opravy doznala věž, kde byly zesíleny opěrné pilíře. Přestavěno bylo rovněž průčelí kostela, hlavní okno bylo nově zaskleno a přistavěna dvě točitá schodiště. Na střechách byly zřízeny vikýře, věžička nad presbyteriem byla roku 1889 rovněž nahrazena novou. Obměna se týkala i oken chrámu, včetně zasklení, prutů či kružeb. V roce 1896 byla provedena i nová výmalba kostela včetně polychromování kazatelny. Nově vystavěna byla i kruchta na západním konci lodě, která nahradila původní, renesanční. Roku 1875 byl pro chrám pořízen nový pseudogotický oltář od Josefa Heidelberka. Sochy oltáře, ústřední sv. Bartoloměje a boční sochy sv. Metoděje a Cyrila vytvořil jeho syn František. Výška oltáře, vybíhajícího do tří věžiček, činila 12 metrů, šíře pak 3,3 metru. Oltář byl polychromovaný s převládající okrovou. Mensa byla zděná s kamennou deskou. Upraveny byly (1863 sv. Anny a sv. Jana Nepomuckého), jinak rozmístěny (1875 sv. Josefa a sv. Václava či dokonce odstraněny (1875 sv. Mikuláš a sv. Barbory) byly i další oltáře. V roce 1875 byla odstraněna rokoková stříška nad kazatelnou a roku 1885 byla nahrazena neogotickou.

## Popis stavby a interiéru

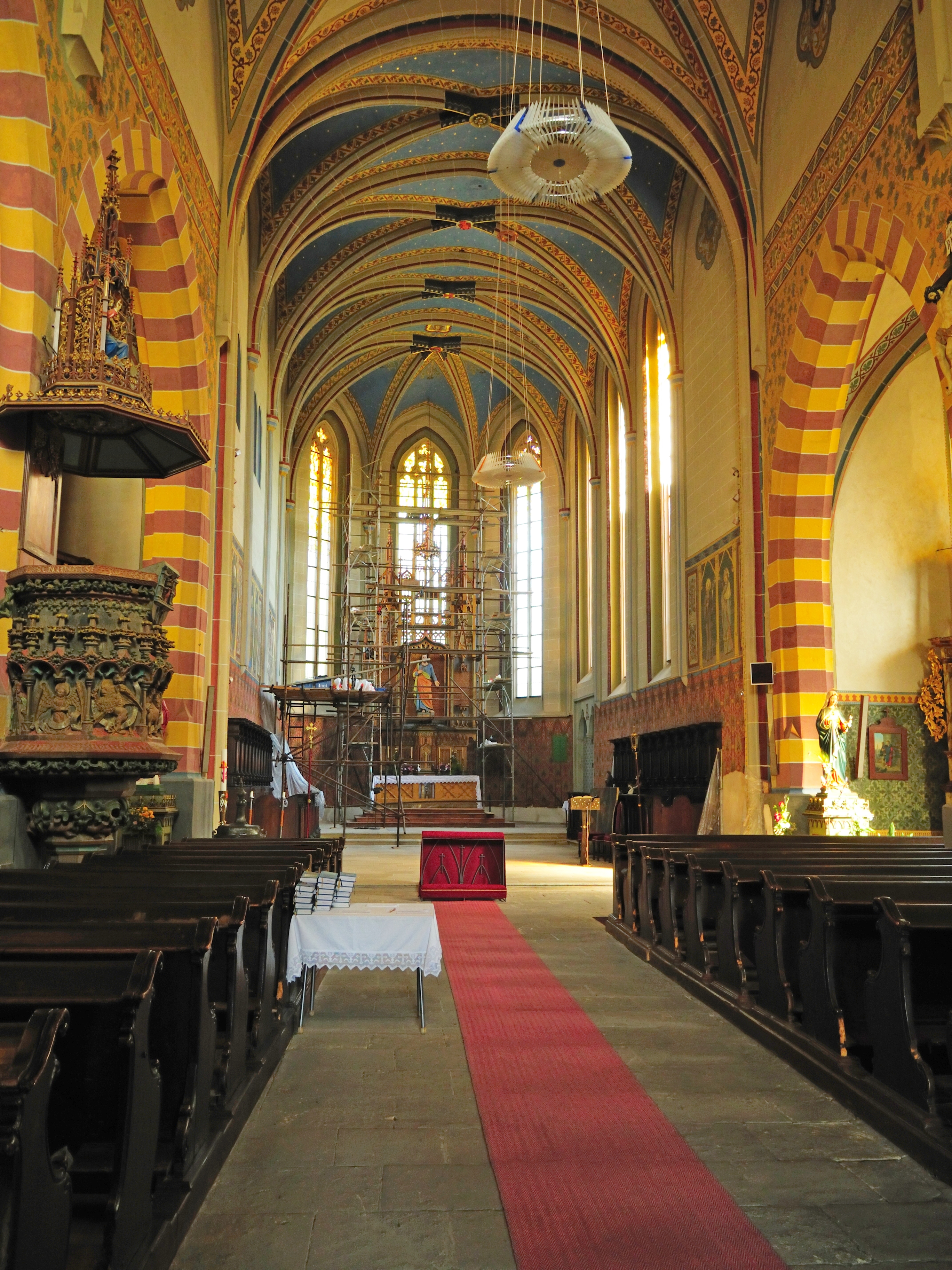
Hlavní loď s oltářem v rekonstrukci (rok 2012)

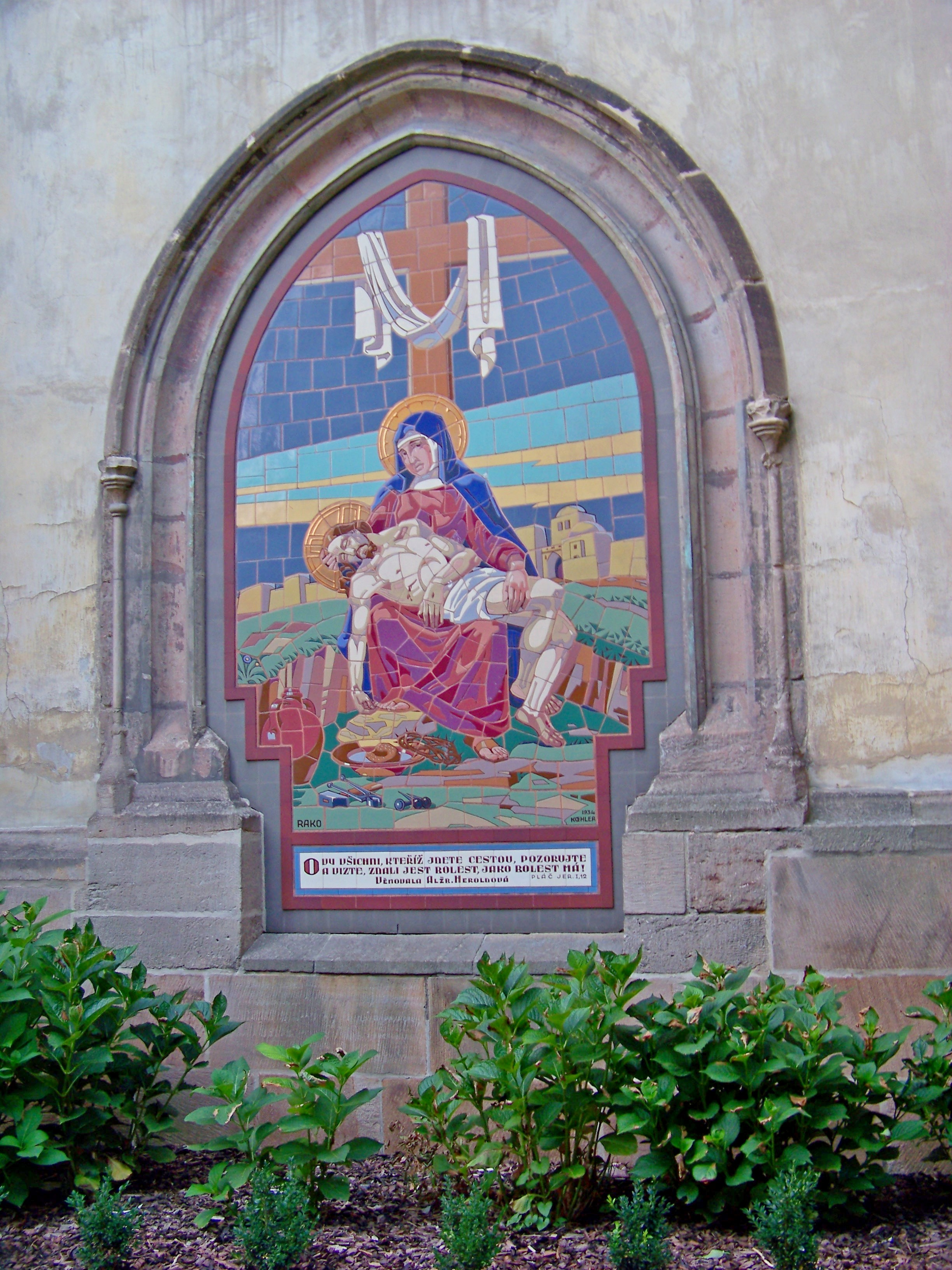
Mozaika Piety

Kostel svatého Bartoloměje je trojlodní pozdně gotický zděný chrám s opěrnými pilíři. Délka stavby činí 38,9 metru, šířka 21,38 metru a výška 15,7 metru. Výška střechy střední lodě je shodná s výškou presbyteria, které v ose lodi mírně uhýbá severním směrem. Při severní stěně presbyteria přiléhá sakristie (původně kaple), nad kterou je přistavěna věž, která zhruba o 4 metry převyšuje hřeben střechy. Nad presbyteriem se nachází sanktusová věžička. Prostor presbyteria je osvětlován sedmi, jižní loď čtyřmi a severní třemi gotickými okny s kružbami. V průčelí střední lodí je nad vchodem rovněž rozměrné gotické okno. Prostor presbyteria, lodí i sakristie je zaklenutý křížovou bohatě polychromovanou klenbou. Přístup na kruchtu, která zabírá celou šíři trojlodí při západní stěně je po dvou točitých schodištích umístěných vně stavby. Nad sakristií, uzavírané dveřmi s plechovým pobytím z doby krále Jiřího z Poděbrad, je umístěna oratoř (původní kruchta). Na stěně presbyteria se nachází freska z první poloviny 14. století s osmi výjevy ze života sv. Bartoloměje a patrně sv. Doroty.
Hlavní oltář se sochou sv. Bartoloměje pochází z roku 1875, vlevo je umístěn oltář sv. Josefa ze 17. století, vpravo oltář sv. Václava ze 16. století. V severní lodi se pak nachází oltář sv. Jana Nepomuckého, v jižní lodi oltář sv. Vojtěcha a pod kruchtou oltář Božího hrobu. Mezi další dominanty interiéru patří unikátní kazatelna, cínová křtitelnice, konšelské vyřezávané lavice v presbyteriu z první poloviny 17. století, na jižní stěně umístěný vyřezávaný kříž ze 16. století, sochy Panny Marie a Božského Srdce (1904) či sv. Antonína a sv. Terezie (1905) nebo mramorové kropenky u vchodu. Mezi zajímavosti interiéru patří i dochované náhrobní desky pod kůrem a chórovými lavicemi. Zajímavostí exteriéru jsou mozaikové výzdoby. U vchodu je vyobrazení pelikána a zemský a městský znak z roku 1895, vyhotovené firmou Kasalovský a Sommerschuh. Na jižní stěně je mozaika, pořízená a vyrobená firmou RAKO v roce 1935 s motivem Piety od Jana Koehlera.

### Varhany
První zmínka o varhanách kostela sv. Bartoloměje je z roku 1576, byl z Prahy dopraven regál a instalován na tehdejší kruchtu kostela. Na stejném místě postavil roku 1610 Tobiáš Hanzl nové varhany o 20 rejstřících. Během dobytí města Švédy dne 25. října 1639 byly mimo jiného inventáře kostela zničeny i varhany. K jejich opravě došlo až roku 1675. Po zrušení proboštství v Mariánské Týnici u Kralovic roku 1786 byly zdejší varhany přesunuty na nově vybudovanou kruchtu kostela sv. Bartoloměje. V roce 1875 byly varhany kompletně opraveny a vyčištěny. Avšak již v roce 1896 byly nahrazeny novými neogotickými, které zhotovil S. Š. Petr z Žižkova.

## Zvony a zvonice

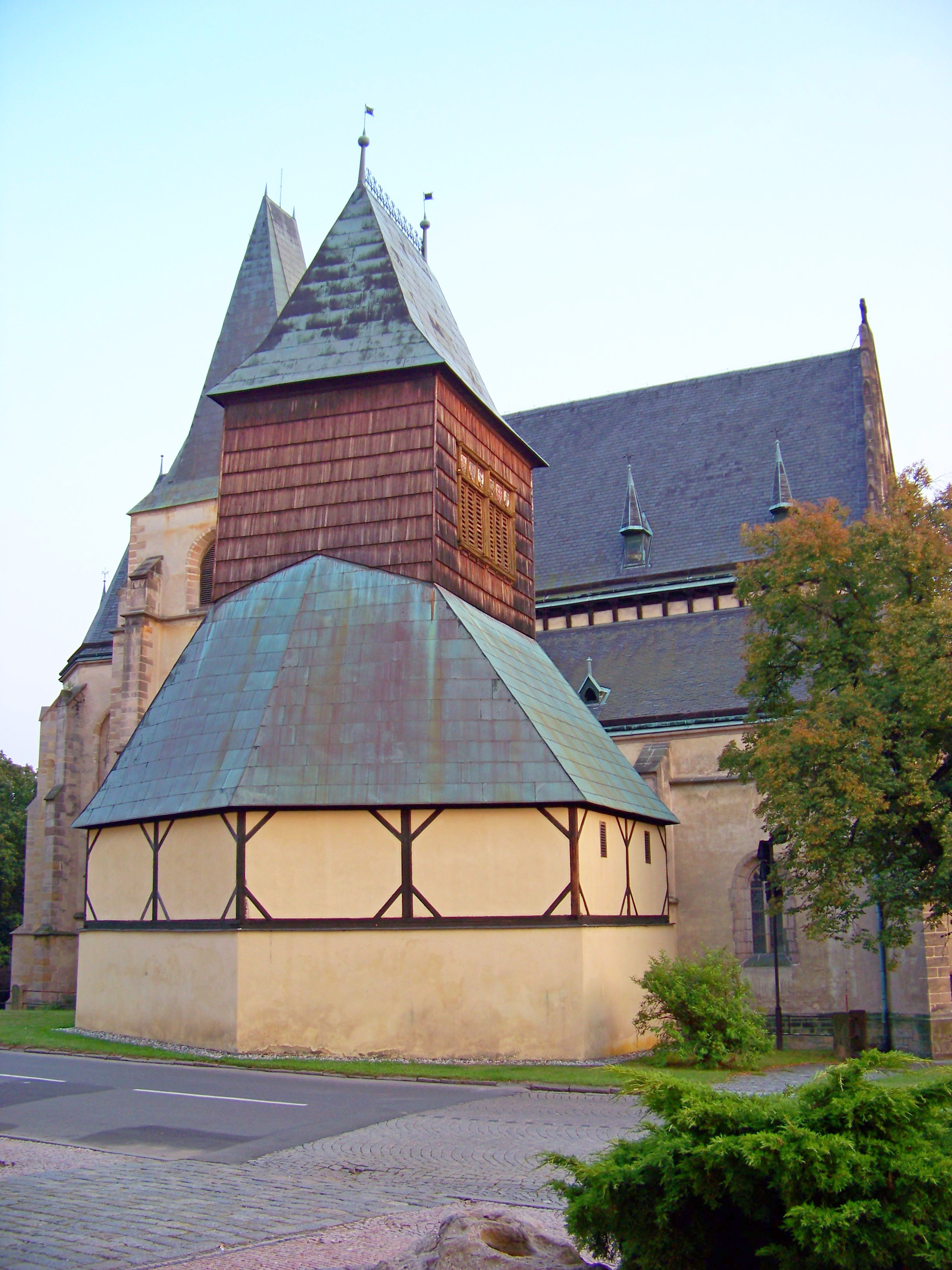
Velká zvonice při kostele svatého Bartoloměje

První dochovaná zmínka o zvonech kostela sv. Bartoloměje pochází z roku 1495, kdy mlynář Jiří zakoupil u mistra Jiřího na Novém Městě pražském dva zvony. Zvon Bartoloměj, lidově též zvaný Žebrák a Jiří zvaný Mlynář s gotickým nápisem „Georgius Molendinator Civis Raconensis propriis impensis curavit“ tedy „Zhotoveno na náklad mlynáře Jiřího, občana rakovnického“. Tento byl roku 1889 přelit a pokřtěn Václav.
Kvůli své hmotnosti byly tyto zvony usazeny do samostatné zvonice zbudované severně v těsné blízkosti kostela. Tato však postupně přestávala vyhovovat, a tak na jejím místě byla roku 1526 vystavena nová. Stavební část provedl mistr Vít, dřevěnou konstrukci pak tesař Datel. V roce 1616 bylo započato jednání o její obnově. Na věži kostela byly zavěšeny menší zvony. Větší z nich byl zvon Kotel o hmotností 15 centů a 30 liber ulitý roku 1512 v Praze. Po přelití v roce 1598, kdy byl rozražen, byl nově pokřtěn Dominikal. Menší pak Bavor vážící 494,5 libry ulil roku 1577 zvonař Brikcí na Novém Městě pražském. Posledním byl zvon Jan, který byl roku 1644 přelit a zvětšen na průměr 75 cm. Roku 1608 byl pořízen i zvon „poledníček“ o průměru 42 cm. V roce 1765 pořízen do malé zvonice na kostelní věži zvon Marie o průměru 82 cm.
Velká zvonice doznala roku 1630 celkové přestavby do současné podoby. Další přestavba byla provedena v rámci regotizace chrámu v roce 1894. Přestavěna byla šestiboká podezdívka, střední část s dvojitým žaluziovým oknem po obou stranách, nad nimiž je umístěn znak zemský, městský a deset znaků cechovních a nápisy z historie zvonice. Střecha s břidlicovou krytinou je zakončena mřížovým a dvěma pozlacenými korouhvemi. V sanktusové věžičce kostela byly zavěšeny dva zvony, a to „umíráček“ a „stříbrňáček“. V současné době jsou ve velké zvonici osazeny zvony Bartoloměj (Žebrák) a Václav (Mlynář), na věži kostela zvon Dominikál a v sanktusníku zvon Stříbrňáček.

### Zvony ve zvonici
Na mohutné zvonové stolici ve stísněném prostoru visí dva velké zvony, které jsou v momentálním stavu neudržovaném a zvonilo se zde naposledy na Boží hod Vánoční ráno v roce 2014. Dle popisu lze zvony popsat takto:

1) zvon Bartoloměj (Žebrák) má třířádkový nápis: 
anno domyny myllezymo quadryngentesimo nonagezymo secundo, perfectum est opus ystud per magistrum georgyum campanatorem fylyum gacoby nove cywytatys pragensys ad laudem et honorem domyno nostro ihesu cristo et beate marye vyrgyny et omnybus sanctys dum rex wladyslaus preteryto anno secundo ante asumsyt teram ungaryam ex hoc laus deo patry.

Na plášti zvonu je reliéf Matky Boží, stojící na půlměsíci s Ježíškem a držící rajské jablíčko v ruce a v druhé ruce žezlo. Díky textu a reliéfu by se mělo správně jmenovat zvonu Panna Maria, neobjevuje se tu totiž žádná zmínka o sv. Bartoloměji. Průměr 160 cm, odhadovaná hmotnost: 3500 kg[zdroj?], ladění e1. Odlit roku 1492 zvonařem Georgiem Campanatorem.
2) zvon Václav nemá kolem čepce nápis, ale jsou tu dva pásy s výjevy nahých dětí a pak ornamentální se lvími hlavami s rostlinnými výjevy. Nápis se nachází na plášti a je patnáctiřádkový:
ANNO A NATIVITATE DOMINI NOSTRI IESV CHRISTI
1589 HAEC CAMPANE QVAE PRIVS QVONDAM CASV
FRACTA FVERAT: CONFLATA EST PER MAGISTRVM IOAN:
EM MAKAL CIVEM ROKECZANVM REGNANTE RODOL:
PHO II. ROM: IMPERATORE. QVOD SEQVENTES VERZVS
DEMONSTRANT. IMPENSIS AMPLISSIMI SENATVS TO:
TIVSQVE COMMVNITATIS GRATAE POSTERITATI.-
CAMPANA DE SE:
DVM NOVA CVM CZIECHIS COMPONVNT PACTA POLONI -
CAMPANAE NOMEN SVM QVOQVE: NACTA NOVVM
ANNVS:
CAESARE RVDOLPHO CZICCHO IVRANTE POLONO
EX EO PRO PVBLICA DENVO FVSA STIPE.
ALITER:
ANVS AGIT FVRIENS FER DEVS AVXILIUM

 (znak města Rakovníka) s opisem majuskulí: SIGILLUM CIVITATIS RAKOVNICENSIS.
Na druhé straně pláště je vypukle proveden krucifix a pod ním lebka. Na obrubě dva medailony s vousáči a ženskou maskou. Průměr 137 cm, odhadovaná hmotnost 1700 kg, ladění e1.